# 市道136号
市道136号（しどう136ごう）は、台湾の台中市梧棲区から南投県国姓郷を結ぶ、全長57.2kmの県道である。2013年（民国112年）以前は県道136号と称した。市道129号と重複区間がある。

## 通過する自治体
- 台中市
  - 梧棲区
  - 龍井区
  - 沙鹿区
  - 龍井区
  - 大肚区
  - 南屯区
  - 南区
  - 西区
  - 南区
  - 東区
  - 太平区
- 南投県
  - 国姓郷

## 接続する道路
- 台17線
- 台61線
- 台1線
- 国道3号
- 国道1号
- 市道127号
- 台1乙線
- 台3線
- 市道129号
- 台14線